# Scheinergrader
Scheinergrader er (var) en lagaritmisk skala for films lysfølsomhed.